# 75009 Peterveres
75009 Peterveres este o planetă minoră (asteroid) din centura de asteroizi. A fost descoperită pe 16 octombrie 1999 la Ondřejovská hvězdárna⁠(d) de Petr Pravec⁠(d). 
Obiectul prezintă o orbită caracterizată de o semiaxă mare de 2,3991844059401 UAi, o excentricitate de 0,097743078612934, o înclinație de 7,0300828837885 ° în raport cu ecliptica.